# Station Kaczory
Station Kaczory is een spoorwegstation in de Poolse plaats Kaczory.